# Gelting
Gelting est une commune d'Allemagne de l'arrondissement de Schleswig-Flensbourg au nord du pays dans l'État du Schleswig-Holstein. La municipalité est composée de Gelting, Goldhöft, Grahlenstein, Holmkier, Kattrott, Lehbek, Stenderup et Wackerballig. Elle se trouve au bord de la mer Baltique.

## Histoire
Gelting est mentionnée comme Geltyng en 1231. Son château fort se trouve dans un domaine en possession de la couronne du Danemark et il sert ensuite de château de chasse. L'église de briques Sainte-Catherine est bâtie en 1300. C'est surtout à partir du XIVe siècle que se constituent de grands domaines seigneuriaux, comme ceux de Buckhagen à Ragel, Roest  (aujourd'hui dans la commune de Kappeln) et Düttebül à Kronsgaard qui dépendent de Gelting. Gelting devient elle-même domaine seigneurial en 1494, lorsque Jean Ier de Danemark en fait don à la famille Ahlefeldt, tandis que le château fort de Törning (aujourd'hui dans le Schleswig du nord au Danemark) retourne à la couronne.
La partie orientale de la péninsule d'Angeln est alors dominée par la noblesse terrienne et Gelting joue un rôle important, car, devenue luthérienne après la Réforme, elle est à la tête d'une grande paroisse dont dépendent, outre Gelting, Nieby, Kronsgaard, Hasselberg, Pommerby et Rabenholz, ainsi qu'une partie de Maasholm. En 1710, le majorat de Priesholz à Rabenholz devient un domaine seigneurial et en 1789 celui de Gelting est divisé et Gelting devient une entité administrative particulière. Le duché de Schleswig devient prussien après la seconde guerre des Duchés de 1864 et Gelting entre dans l'Amt de Kappeln et le district de Flensbourg en 1867. Sa paroisse dessert une douzaine de villages et hameaux.

## Architecture

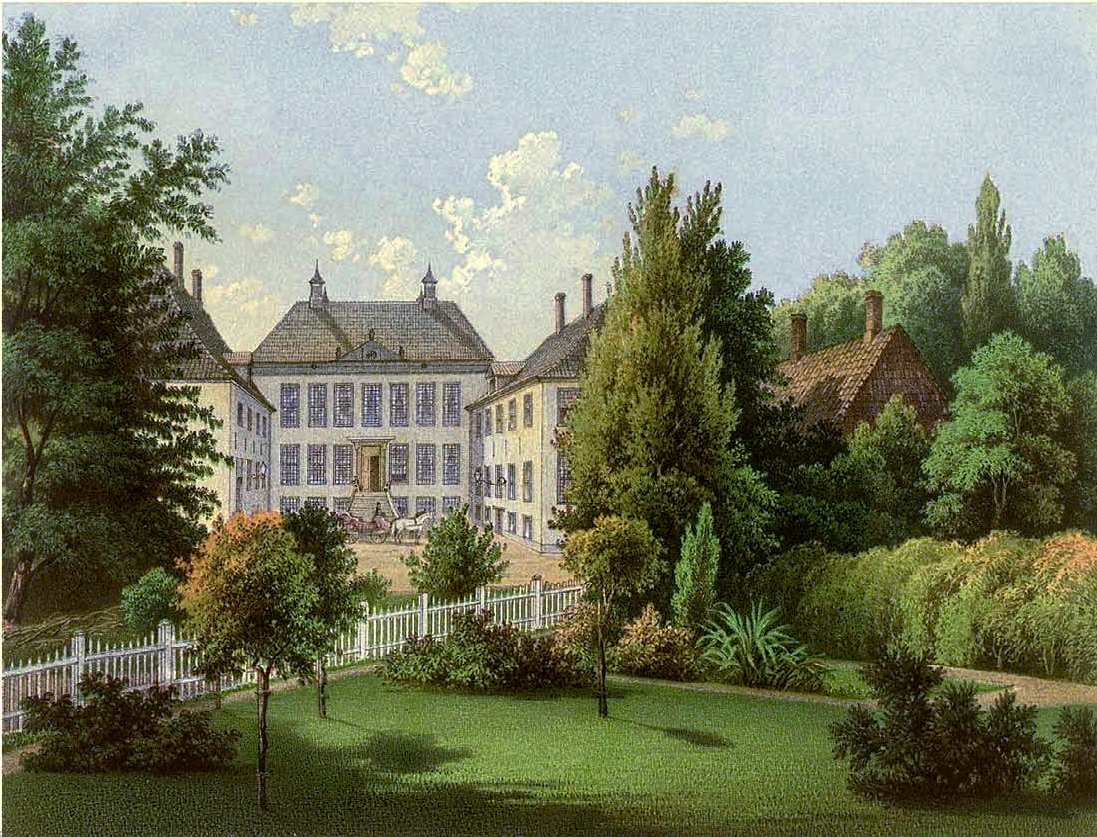
Le château de Gelting en 1869 (collection du recueil d'Alexander Duncker)

- Château de Gelting construit en 1760
- Moulin de Charlotte (Mühle Charlotte) moulin à vent hollandais construit en 1825, à l'entrée du parc naturel de Geltinger Birk.